# Droit de vote en Belgique
Le droit de vote en Belgique a été instauré en 1830, pour les premières élections du Congrès national.

## Repères chronologiques

### Avant la Belgique
Le premier vote au suffrage universel eut lieu en Principauté de Liège en 1792, lors de la Révolution,. Tous les habitants de plus de 18 ans furent en effet appelés à élire les députés de la Convention nationale. Les habitants de la principauté purent également voter au suffrage universel masculin lors du référendum pour la réunion de leur pays à la France.

### 1830: Suffrage censitaire
Le vote est réservé aux hommes de plus de 25 ans payant un certain quota d'impôt (le cens électoral), variable selon le lieu de résidence jusqu'à l'instauration d'un minimum constitutionnel en 1848. L'éligibilité à la Chambre, à partir de 25 ans, n'est pas soumise au paiement du cens, par contre le cens exigé pour être éligible au Sénat (avec âge minimum de 40 ans) est très élevé (2.116 francs). L'âge minimum pour les élections communales est de 21 ans, l'éligibilité y est conditionnée au paiement du cens jusqu'en 1848, le montant du cens exigé pour pouvoir voter aux élections communales et provinciales est abaissé en 1848 et en 1871.
L’article 5 de la Constitution belge de 1831 prévoyait la distinction entre "naturalisation ordinaire" et "grande naturalisation". Il fallait avoir reçu la grande naturalisation pour être éligible à la Chambre des représentants ou au Sénat, pour devenir ministre ou pour prendre part aux élections parlementaires. Par contre, "il suffit d’avoir obtenu la naturalisation ordinaire pour devenir électeur dans la commune". Ce n'est qu'en 1976, soit près d'un siècle et demi plus tard, que les naturalisés "ordinaires" et les personnes ayant acquis la nationalité par mariage se virent également reconnaître le droit de vote, mais non d’éligibilité, à toutes les élections. La distinction entre naturalisation ordinaire et grande naturalisation n’a été supprimée de la Constitution qu’en 1991 (Moniteur Belge 15/2/1991).
Le 24 novembre 1871, le gouvernement catholique transforme l'impôt sur les débits de boisson, impôt direct, en un droit d'accises sur les boissons, impôt indirect, 12.262 cabaretiers (sur 103.717 électeurs) perdent du coup leur droit de vote.
Le 26 août 1878, le gouvernement libéral fait libérer de tout impôt foncier ceux qui occupent gratuitement une maison, plus de 1 500 curés perdent automatiquement leur droit de vote. Par la même occasion il est mis fin à l'existence de la "bête légendaire et cléricale des Flandres: le cheval mixte": c'était le cheval qui labourait en semaine et promenait son maître le dimanche. Les paysans catholiques faisaient sortir leurs gros chevaux de labour le dimanche pour pouvoir se faire taxer, et ainsi être électeurs. Une autre loi, du 26 juillet 1879, s'attaque entre autres aux servantes des curés. En tout, environ 9 000 électeurs sont ainsi éliminés en 1878-79 (sur 91 777 électeurs).

### 1883: Élargissement du corps électoral aux capacitaires
On permet aux "capacitaires" de voter aux élections communales et provinciales. On appelle "capacitaires" les citoyens masculins qui possèdent des diplômes ou qui exercent certaines fonctions de responsabilité.

### 1893: Suffrage universel masculin tempéré par le vote plural
Tout citoyen masculin de plus de 25 ans a une voix, mais selon certains critères certains électeurs peuvent avoir jusqu'à deux voix supplémentaires (vote plural):
- en tant qu'électeur capacitaire;
- en tant que chef de famille de plus de 35 ans, payant au moins 5 francs de taxe de résidence;
- en tant que détenteur d'un livret d'épargne de 2 000 francs minimum, ou bénéficiaire d'une rente viagère de 100 francs.

Pour les élections communales, une quatrième voix est octroyée aux pères de famille payant un cens électoral déterminé ou dont le revenu cadastral atteint 150 francs. De plus, il faut avoir 30 ans pour voter aux élections communales. Une mesure similaire est instaurée pour les provinces. La nouvelle loi électorale, enfin, oblige le citoyen à voter. L'exercice du droit de vote est toujours obligatoire aujourd'hui.
On peut remarquer en analysant le nombre d'électeurs en fonction du nombre de voix octroyées que les bourgeois gardent le contrôle des élections. Avant la réforme de 1893, il y avait 140 000 électeurs. Après la réforme, ce nombre passe à 1 370 000, dont 850 000 qui ont 1 voix, 290 000 ont deux voix et 220 000 ont trois voix. Les rapports de force sont dès lors : 850 000 voix, suivis de 580 000 voix pour les électeurs qui en ont deux chacun et 660 000 voix pour ceux qui en ont trois.

### Suffrage universel masculin et éligibilité des femmes[7]
Conformément aux promesses faites pendant la guerre, le droit de vote est accordé de facto à tout citoyen masculin de plus de 21 ans pour les élections organisées en 1919, mais la constitution et la loi ne seront modifiées qu'en 1921. 
À l'issue de la Grande Guerre, le roi Albert Ier souhaite connaître les revendications que le peuple demande. Ces consultations de la population vont s'appeler les consultations de Lophem. Il en ressort que la classe ouvrière souhaiterait obtenir le suffrage universel pur et simple. Finalement, le suffrage universel masculin va être d'application. Lophem ne va pas suivre la voie classique. Selon la législation, la chambre doit dire que l’article 47 de la Constitution doit être ouvert pour faire l'objet d'une révision. Ensuite, des élections ont lieu et la nouvelle Chambre transforme l’article 47. Cette dernière fait donc adopter le suffrage universel masculin.
Mais la situation nationale d'après-guerre est tendue, et c'est un trop grand risque que de devoir attendre de nouvelles élections. En novembre 1918, on rend déjà le suffrage universel masculin pour les prochaines élections grâce à une loi de circonstance (loi qui ne sera qu'une fois en application). La nouvelle Chambre élue pourra changer la Constitution. C'est un tour de passe-passe que ses opposants appelleront le coup de Lophem. Car sur le plan juridique on est en dehors du cadre constitutionnel. C'est clairement grâce au rôle qu'à pris le roi que cette loi de circonstance a pu se faire.
La loi de 1921 permet aux femmes de voter aux communales et de se présenter aux élections communales et législatives. Elles peuvent donc siéger au Parlement, alors qu'elles ne pourront en élire les membres qu'en 1948. Toutefois, la femme mariée doit produire une autorisation de son mari pour pouvoir se présenter. En revanche, l’État donne le droit de vote par « procuration » aux veuves de guerre. Elles ne sont pas considérées comme citoyennes, elles ont seulement le droit de vote de leur mari décédé au front.

### 1948: Suffrage universel mixte
Le 27 mars 1948, le droit de vote et d'éligibilité des femmes est aligné sur celui des hommes.

### 1969 et 1981: Droit de vote à partir de 18 ans
À partir de 1969 pour les élections communales, et de 1981 pour les autres élections, l'âge requis pour le droit de vote a été abaissé à 18 ans. 
Dans les années 2000, l'idée a été lancée, surtout du côté flamand, d'encore abaisser l'âge à 16 ans, comme dans certains Länder allemand en 1996-1997, ainsi que depuis 2007 dans le canton de Glaris en Suisse, mais le débat n'a pas suscité un grand enthousiasme, y compris de la part des électeurs potentiels entre 16 et 18 ans.

### 1982 et 1991: Éligibilité à 21 ans, puis à 18 ans aux communales
En 1982, l'âge de l'éligibilité pour les élections communales est ramené à 21 ans, puis, en 1991, à 18 ans.

### 1993: Éligibilité à 21 ans pour les parlements
La révision constitutionnelle de 1993 ramène l'âge de l'éligibilité pour le Parlement à 21 ans. Cette mesure s'applique à la Chambre, au Sénat et au Parlement européen.

### 1999: Élections européennes ouvertes aux résidents européens
Extension du droit de vote et d'éligibilité pour les élections européennes aux résidents ressortissants d'états membres de la CEE.

### 2004: Élections communales ouvertes aux citoyens européens
Les résidents étrangers ressortissants d'un État membre de l'Union européenne peuvent devenir électeurs et éligibles aux communales (et aux élections de district à Anvers) dans les mêmes conditions que les Belges, à condition de s'inscrire sur les listes électorales, alors que tout Belge est automatiquement électeur dès qu'il atteint l'âge de 18 ans. Cette obligation d'inscription est motivée par l'obligation de vote, à laquelle des ressortissants étrangers ne peuvent être soumis. Toutefois, les électeurs étrangers volontairement inscrits sur les listes électorales y sont soumis. Jusqu'aux élections de 2006, l'éligibilité n'est pas étendue aux fonctions d'échevin. La fonction de bourgmestre reste réservée aux nationaux belges. Contrairement à la France, les bulletins de vote ne mentionnent pas la nationalité des candidats étrangers.

### 2006: Élections communales ouvertes aux citoyens non-européens
Les résidents étrangers ressortissants d'États non membres de l'Union européenne peuvent devenir électeurs au niveau communal, mais non éligibles, après 5 ans de résidence légale, et à condition de s'inscrire sur les listes électorales et de signer un document dans lequel ils s'engagent à respecter la constitution et les lois belges, et la Convention européenne des droits de l'homme.

### 2024: Droit de vote à partir de 16 ans pour les élections européennes
Le 1er juin 2022, l'âge requis pour obtenir le droit de vote aux élections européennes en Belgique est abaissé de 18 ans à 16 ans. Le 21 mars 2024, la Cour constitutionnelle confirme par un arrêt que l'obligation de vote s'applique également aux mineurs de 16 ans et plus. Ce changement s'applique à partir des élections européennes de 2024.

## Sources officielles
- L'évolution du droit de vote, Portail fédéral belge Belgium.be
- Les conditions d'éligibilité, Portail fédéral belge Belgium.be